# Bénévent-l'Abbaye
Bénévent-l'Abbaye este o comună în departamentul Creuse din centrul Franței. În 2009 avea o populație de 846 de locuitori.

## Evoluția populației
| An        | 1975  | 1982  | 1990 | 1999 | 2006 | 2009 |
| --------- | ----- | ----- | ---- | ---- | ---- | ---- |
| Populație | 1.106 | 1.023 | 837  | 824  | 852  | 846  |